# Regierungsbezirk Münster
Regeringsdistriktet Münster är ett av de fem regeringsområdena i Nordrhein-Westfalen. Distriktshuvudstaden är Münster. 

## Geografi
Regeringsområdet ligger i den norra delen av Nordrhein-Westfalen. Distriktet gränsar till Regierungsbezirk Detmold i öster, Regierungsbezirk Arnsberg i söder och Regierungsbezirk Düsseldorf i sydväst. I väster gränsar det till Nederländerna och i norr till Niedersachsen.

## Historia
Regeringsområdet grundades 1816 som en del av den preussiska provinsen Westfalen. År 1910 hade regeringsområdet en yta på 7 255 km² och en befolkning på 989 119 invånare, flertalet katoliker. Området var indelat i 12 kretsar.
Efter Preussens upplösning 1947 blev Regierungsbezirk Münster ett regeringsområde i det nybildade förbundslandet Nordrhein-Westfalen.

## Administrativ indelning
Regeringsrepubliken är indelad i fem distrikt (Kreis). I dessa fem distrikten finns det totalt 75 st kommuner. Det finns tre distriktsfria städer (Kreisfreie Städte).

### Distrikt
- Borken
- Coesfeld
- Recklinghausen
- Steinfurt
- Warendorf

### Distriktsfria städer
- Bottrop
- Gelsenkirchen
- Münster